# Visor (yelmo)
Un visor se utilizaba en conjunto con algunos yelmos medievales como el bacinete. La visera generalmente consistía en una pieza con bisagras de acero que contenía aberturas para poder respirar ("soplos") y mejorar la visión. Los visores protegían la cara y la frente durante la batalla. La mayoría de los caballeros o guerreros que llevaban viseras fueron vistos en caballos durante la guerra, y más específicamente en los torneos y justas.
En inglés la palabra "castor" a veces se usa indistintamente con "visor", como en Hamlet de Shakespeare, cuando Hamlet y Horacio están discutiendo sobre el Fantasma. Hamlet dice: "¿Entonces no le visteis la cara?" a lo que Horacio responde: "Oh sí, mi señor. Llevaba el castor (beaver) subido. [es decir, el visor subido]". En la edición en español esto se tradujo a: [Sí, mi señor: la visera estaba en alto].

## Galería

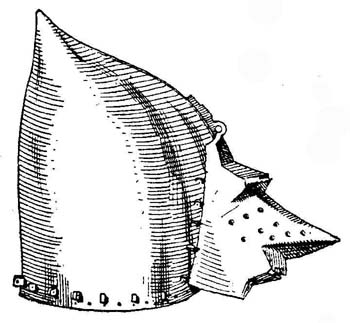
Tipo de visor temprano llamado Klappvisier.
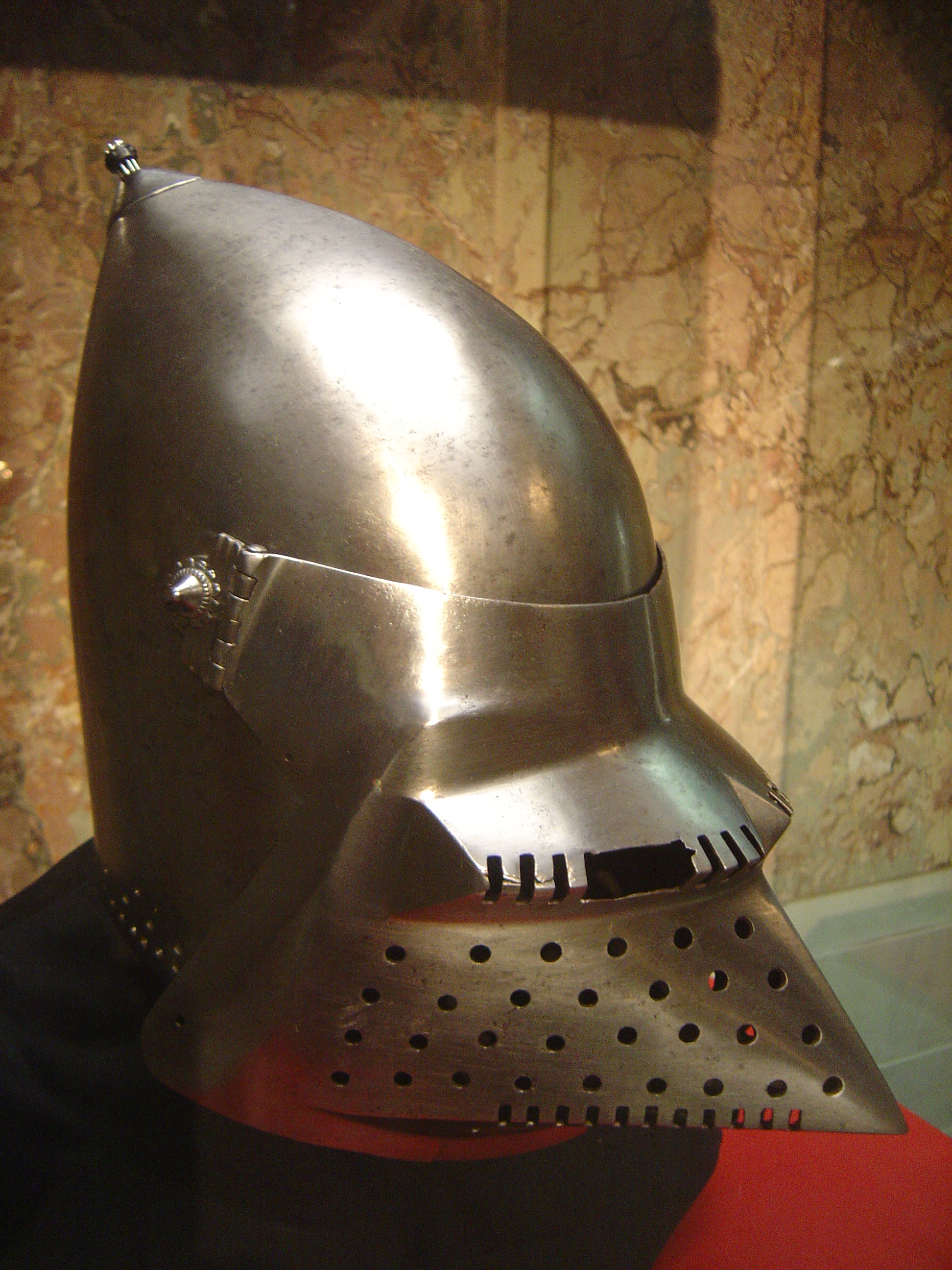
Visor prominente de un bacinete, c. 1400. Kunsthistorisches Museum, Vienna, Austria.
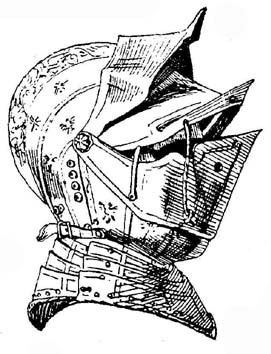
Doble visor (apareció por primera vez para armetes y yelmos cerrados).
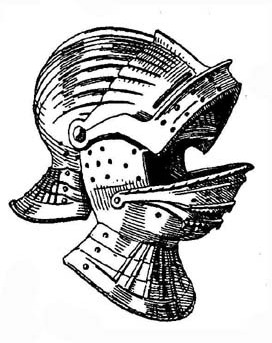
Doble visor temprano (sallet giratorio para cerrar el yelmo). El barbote y la frente se une al pivote del visor superior. Algunas versiones de este tipo de sallet tenía protección adicional para la nuca.
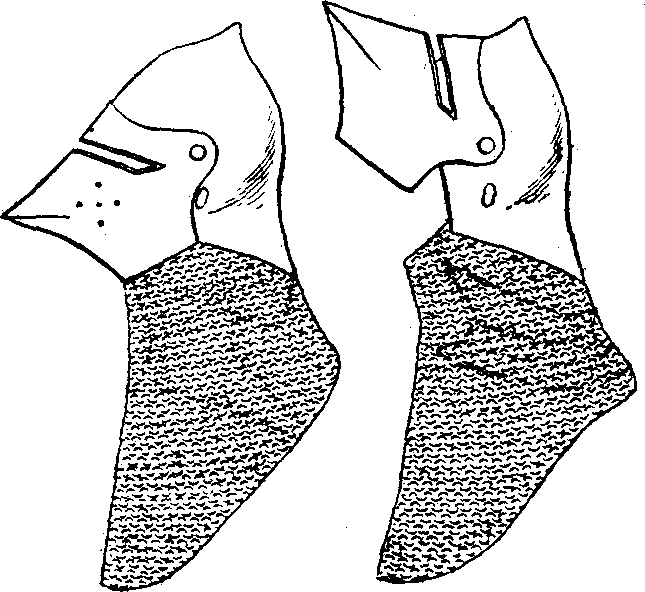
Acción del visor de un bacinete. La parte superior levantada tapaba la frente.
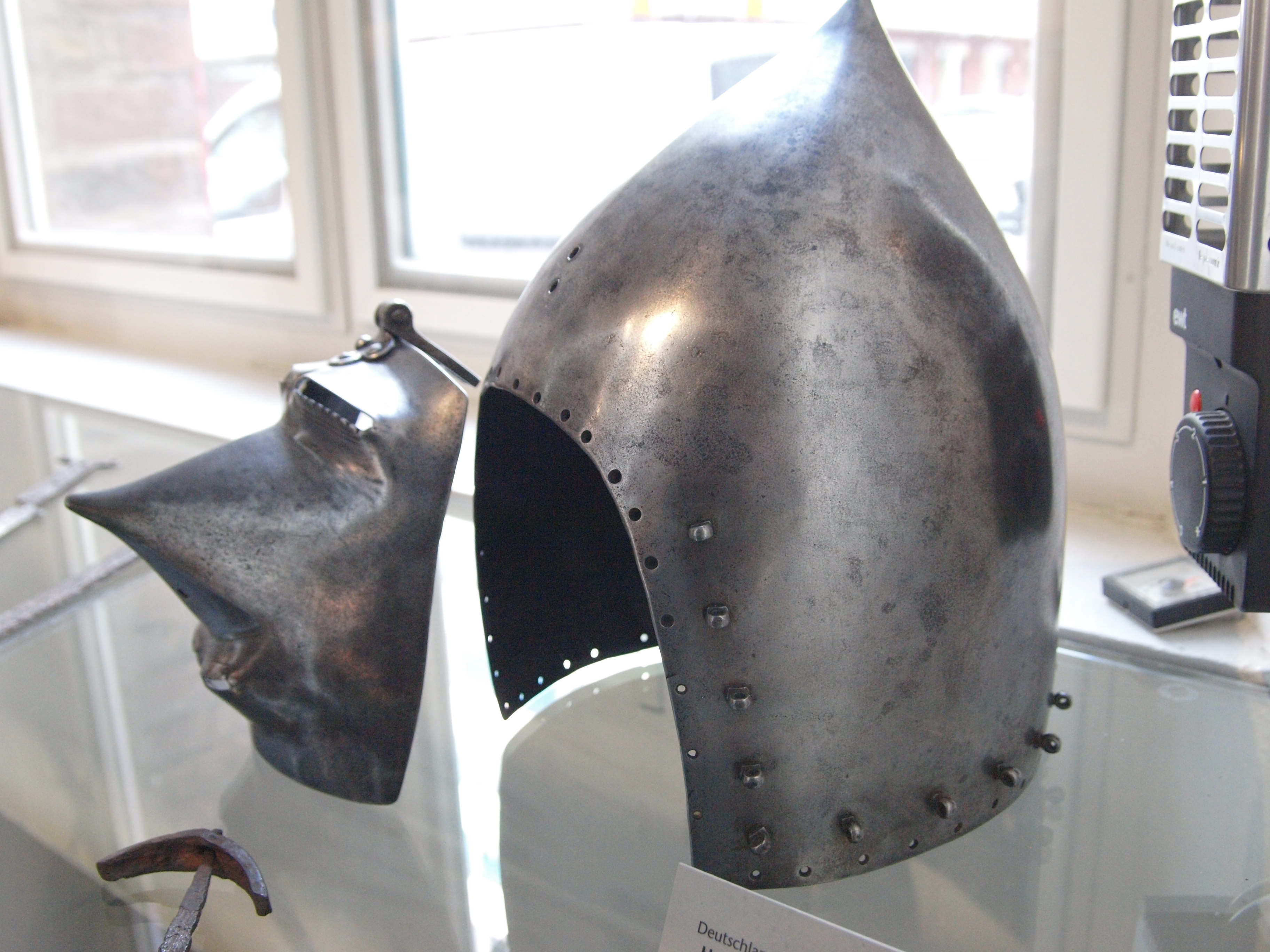
Visor retirado de un bacinete. Las solapas se unían a la parte frontal del yelmo.